# Konstantinos Dovas
Konstantinos Dovas (en griego: Κωνσταντίνος Δόβας) fue un político y militar griego nacido en 1898. Fue primer ministro de Grecia brevemente durante un gobierno de transición de septiembre a noviembre de 1961. Murió en 1973.
| Predecesor: Konstantinos Karamanlis | primer ministro de Grecia 1961 | Sucesor: Konstantinos Karamanlis |

- Datos: Q728843